# Joachim Marx
Joachim Jerzy Marx (Gliwice, então chamada Gleiwitz na anexação à Alemanha, 31 de agosto de 1944) é um ex-futebolista profissional polaco que atuava como atacante.

## Carreira
Joachim Marx fez parte do elenco da Seleção Polonesa de Futebol  medalhista de ouro em Munique 1972.